# Prvenstvo LjNP 1938-1939
Il Prvenstvo Ljubljanske nogometne podzveze 1938./39. (it. "Campionato della sottofederazione calcistica di Lubiana 1938-39") fu la ventesima edizione del campionato organizzato dalla Ljubljanska nogometna podzveza (LjNP).
Questa fu la quinta edizione del Prvenstvo LjNP ad essere di seconda divisione, infatti la migliore squadra slovena (SK Lubiana) militava nel Državno prvenstvo 1938-1939, mentre il vincitore sottofederale avrebbe disputato gli spareggi per la promozione al campionato nazionale successivo.
Le squadre partecipanti furono 19: vennero divise in tre gruppi le cui migliori classificate approdarono ai quarti di finale.
Il vincitore fu il 1.SŠK Maribor, al suo terzo titolo nella LjNP. Questa vittoria diede ai bianconeri l'accesso agli spareggi per il campionato nazionale 1939-40.

## Prima fase

### Gruppo Lubiana
|  | Pos. | Squadra           | Pt | G  | V  | N | P  | GF | GS | QR    |                                   |
|  | ---- | ----------------- | -- | -- | -- | - | -- | -- | -- | ----- | --------------------------------- |
|  | 1.   | Bratstvo Jesenice | 21 | 14 | 10 | 1 | 3  | 35 | 19 | 1,842 | Ammesso al girone finale          |
|  | 2.   | Hermes Lubiana    | 19 | 14 | 8  | 3 | 3  | 35 | 26 | 1,346 | Ammesso al girone finale          |
|  | 3.   | Kranj             | 18 | 14 | 8  | 2 | 4  | 60 | 28 | 2,142 | Ammesso al girone finale          |
|  | 4.   | Reka Lubiana      | 16 | 14 | 7  | 2 | 5  | 38 | 25 | 1,520 |                                   |
|  | 5.   | Jadran Lubiana    | 16 | 14 | 7  | 2 | 5  | 30 | 30 | 1,000 |                                   |
|  | 6.   | Mars Lubiana      | 11 | 14 | 5  | 1 | 8  | 29 | 39 | 0,743 |                                   |
|  | 7.   | Svoboda           | 10 | 14 | 5  | 0 | 9  | 26 | 34 | 0,764 |                                   |
|  | 8.   | Kovinar Jesenice  | 1  | 14 | 0  | 1 | 13 | 20 | 72 | 0,277 | Retrocesso nella classe inferiore |

### Gruppo Celje
|  | Pos. | Squadra         | Pt | G | V | N | P | GF | GS | QR    |                                   |
|  | ---- | --------------- | -- | - | - | - | - | -- | -- | ----- | --------------------------------- |
|  | 1.   | Athletik Celje  | 12 | 8 | 5 | 2 | 1 | 18 | 8  | 2,250 | Ammesso al girone finale          |
|  | 2.   | Celje           | 10 | 8 | 4 | 2 | 2 | 28 | 14 | 0,500 | Ammesso al girone finale          |
|  | 3.   | Amater Trbovlje | 8  | 8 | 2 | 4 | 2 | 10 | 13 | 0,769 |                                   |
|  | 4.   | Olimp Celje     | 5  | 8 | 1 | 3 | 4 | 14 | 19 | 0,736 |                                   |
|  | 5.   | Jugoslavija     | 5  | 8 | 1 | 3 | 4 | 12 | 28 | 0,428 | Retrocesso nella classe inferiore |

### Gruppo Maribor
|  | Pos. | Squadra            | Pt | G  | V | N | P | GF | GS | QR    |                                   |
|  | ---- | ------------------ | -- | -- | - | - | - | -- | -- | ----- | --------------------------------- |
|  | 1.   | ČSK Čakovec        | 16 | 10 | 6 | 4 | 0 | 23 | 9  | 2,555 | Ammesso al girone finale          |
|  | 2.   | Železničar Maribor | 13 | 10 | 4 | 5 | 1 | 15 | 10 | 1,500 | Ammesso al girone finale          |
|  | 3.   | 1.SŠK Maribor      | 10 | 10 | 3 | 4 | 3 | 21 | 18 | 1,166 | Ammesso al girone finale          |
|  | 4.   | Mura               | 8  | 10 | 3 | 2 | 5 | 23 | 25 | 0,920 |                                   |
|  | 5.   | Rapid Marburg      | 8  | 10 | 3 | 2 | 5 | 19 | 21 | 0,904 |                                   |
|  | 6.   | Slavija            | 5  | 10 | 1 | 3 | 6 | 10 | 28 | 0,357 | Retrocesso nella classe inferiore |

## Fase finale

### Quarti di finale
| Squadra 1      | Totale | Squadra 2          | Andata     | Ritorno    |
| -------------- | ------ | ------------------ | ---------- | ---------- |
|                |        |                    | 02.04.1939 | 16.04.1939 |
| Kranj          | 5 – 4  | Železničar Maribor | 2 – 3      | 3 – 1      |
| 1.SŠK Maribor  | 4 – 2  | Hermes Lubiana     | 2 – 0      | 2 – 2      |
| Athletik Celje | 2 – 6  | Bratstvo Jesenice  | 2 – 2      | 0 – 4      |
| ČSK Čakovec    | 5 – 1  | Celje              | 3 – 0      | 2 – 1      |

### Semifinali
| Squadra 1     | Totale | Squadra 2         | Andata     | Ritorno    |
| ------------- | ------ | ----------------- | ---------- | ---------- |
|               |        |                   | 23.04.1939 | 30.04.1939 |
| ČSK Čakovec   | 3 – 4  | Bratstvo Jesenice | 3 – 0      | 0 – 4      |
| 1.SŠK Maribor | 7 – 4  | Kranj             | 3 – 1      | 4 – 3      |

### Finale
| Squadra 1         | Totale | Squadra 2     | Andata     | Ritorno    |
| ----------------- | ------ | ------------- | ---------- | ---------- |
|                   |        |               | 07.05.1939 | 14.05.1939 |
| Bratstvo Jesenice | 2 – 5  | 1.SŠK Maribor | 1 – 3      | 1 – 2      |